# Bandentram van Clermont-Ferrand

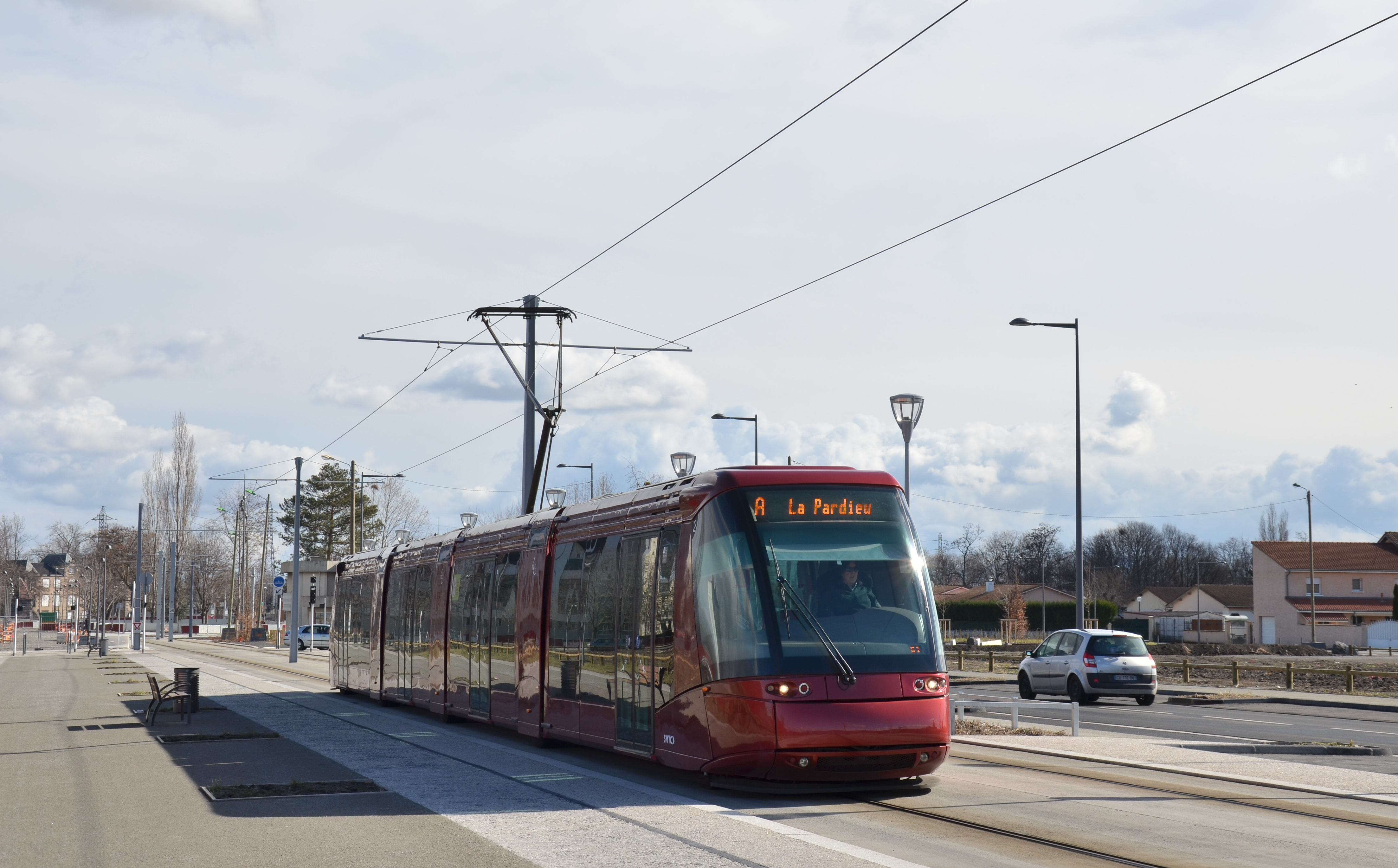
De bandentram van Clermont-Ferrand

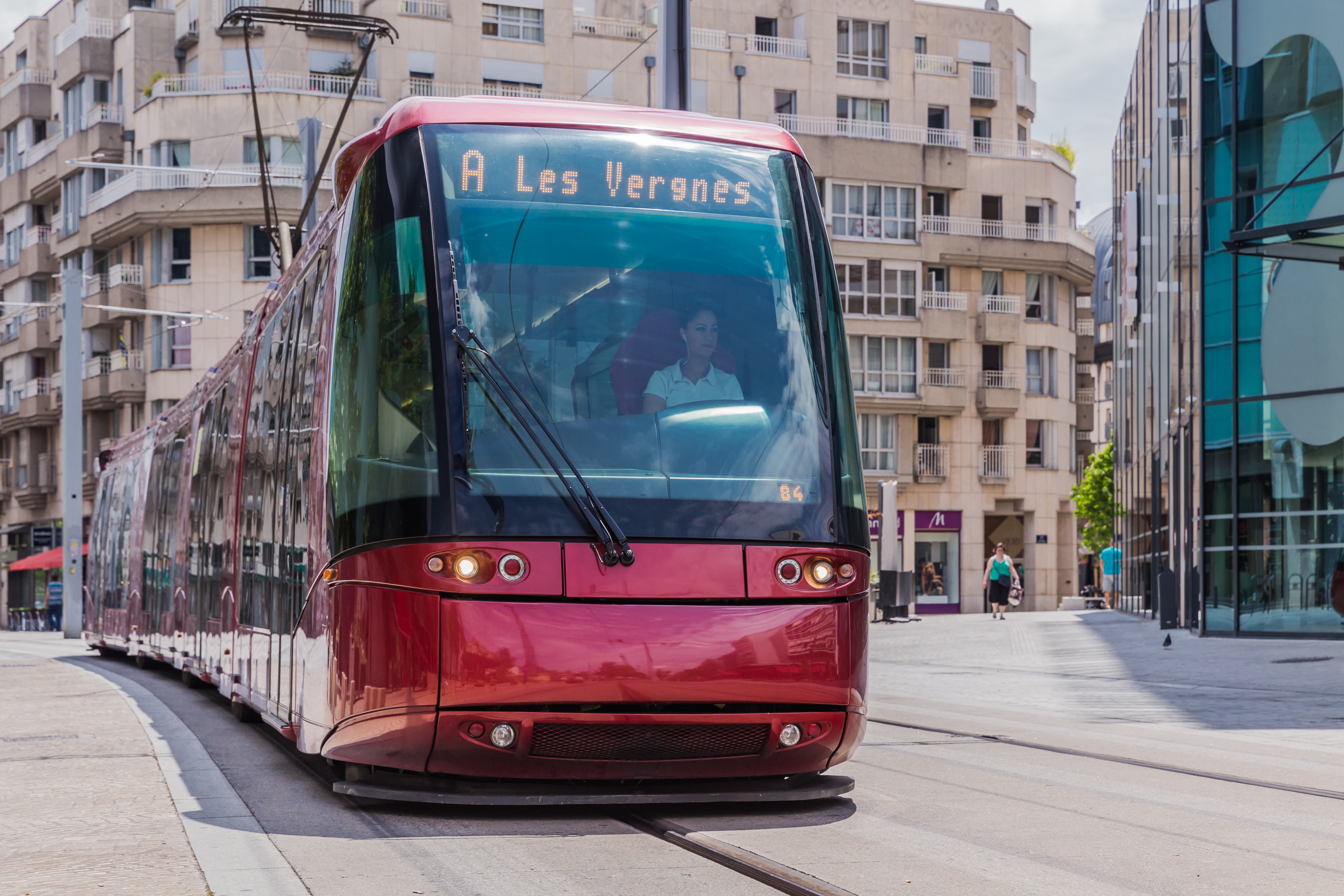

De bandentram van Clermont-Ferrand is sinds november 2006 een belangrijk onderdeel van het openbaar vervoer in de Franse stad Clermont-Ferrand.
De lijn is ruim 15 kilometer lang en loopt van het noorden naar het zuidoosten. Aan de lijn liggen (in 2022) 34 haltes. Verwacht wordt dat de tram dagelijks 55.000 reizigers zal trekken. Bij vijf haltes worden park-and-rides aangelegd. De tram wordt geëxploiteerd door stadsvervoerbedrijf T2C in opdracht van vervoersautoriteit SMTC (Société mixte des transports en commun de l'agglomération clermontoise). De totale kosten werden in 2002 geraamd op 290 miljoen euro.

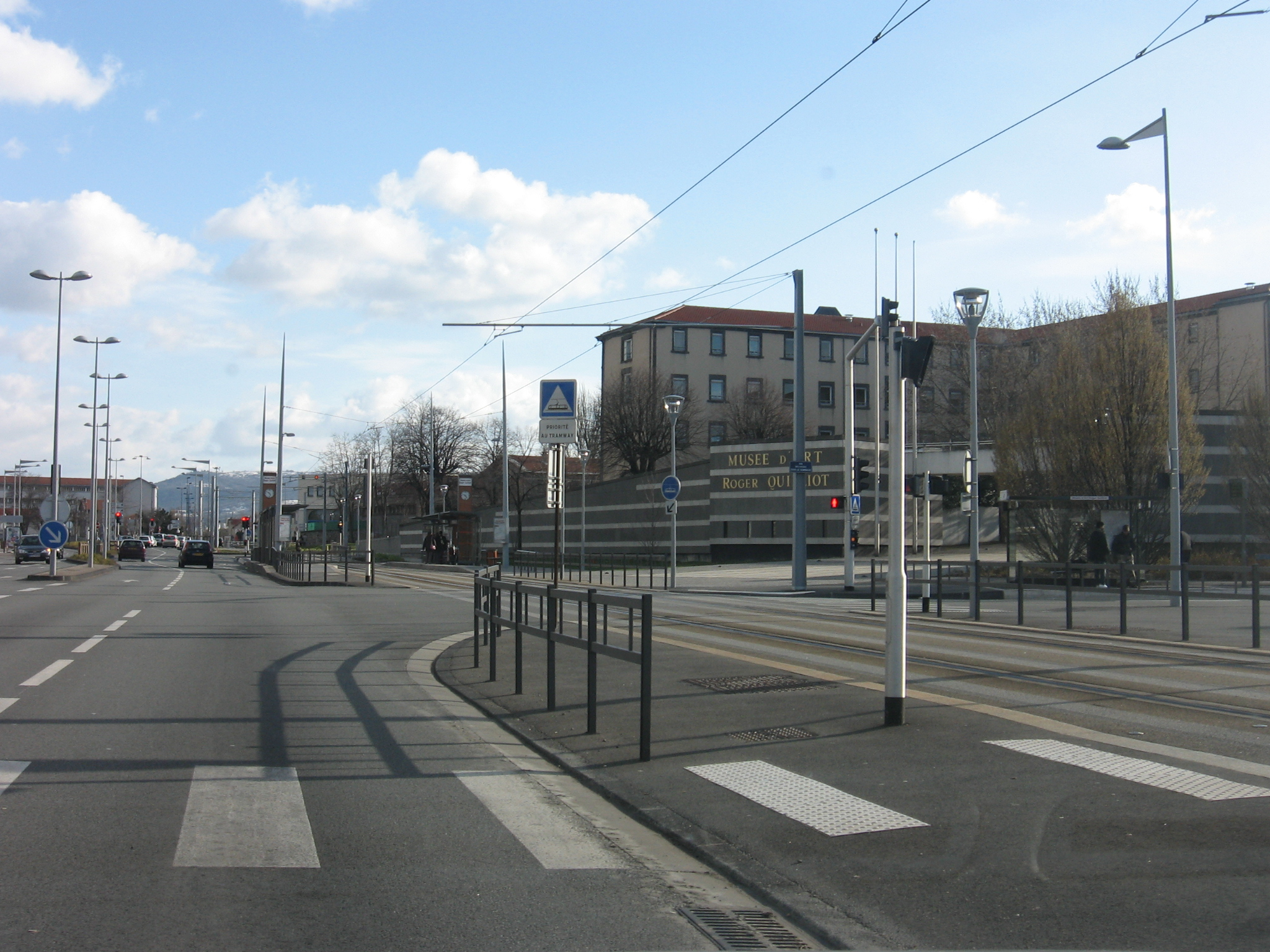
Tramhalte bij museum voor kunst Musée d'Art Roger-Quilliot

Er is gekozen voor de Translohr, een tram op luchtbanden van fabrikant Lohr Industrie. Er zijn twintig trams besteld. Bij de keuze voor een bandentram heeft waarschijnlijk ook meegespeeld dat bandenfabrikant Michelin in deze stad gevestigd is. Michelin is namelijk de bandenleverancier voor de Translohr. De Translohr voor Clermont-Ferrand is 32 meter lang en kan maximaal 238 mensen vervoeren, waarvan maximaal 46 zittend.
Begin december 2005 kwam het eerste voertuig aan. Op 17 december 2005 heeft een Translohr op eigen kracht enkele honderden meters gereden. In november 2006 werd het eerste deel van het net (Champratel - CHU Gabriel Montpied) net in gebruik genomen, gevolgd door verlengingen in augustus 2007 (CHU Gabriel Montpied – La Pardieu Gare) en december 2013 (Champratel – Les Vergnes).
Er zijn weliswaar niet zoveel problemen geweest met dit systeem als met de om die reden afgeschafte TVR-lijnen in Caen en Nancy, maar toch wordt ook dit systeem nu als een verkeerde keuze gezien, en wordt vervanging door iets anders overwogen.

## Haltes
- Les Vergnes - Stade G. Montpied - La Plaine - Champratel - Croix de Neyrat - Hauts de Chanturgue - Collège Albert-Camus - Le Vignes - Lycée Ambroise-Brugière - Les Pistes - Musée d'Art Roger-Quilliot - Montferrand La Fontaine - Gravière - Stade Marcel-Michelin - 1er Mai - Carmes - Delille Montlosier - Hôtel de Ville - Gaillard - Jaude - Lagarlaye - Maison de la Culture - Universités - St-Jacques Dolet - Chu Gabriel-Montpied - St-Jacques Loucheur - Léon-Blum - La Chaux - Cézeaux Pellez - Campus - Margeride - Fontaine du Bac - Lycée Lafayette - La Pardieu Gare